# Przymiotno ostre
Przymiotno ostre (Erigeron acris L.) – gatunek roślin z rodziny astrowatych. Jest szeroko rozpowszechniony w strefie umiarkowanej półkuli północnej. Występuje w Kanadzie, północnej części Stanów Zjednoczonych, na rozległych obszarach Europy i Azji z wyjątkiem południowych krańców tych kontynentów oraz w Maroku w Afryce. W Polsce jest gatunkiem rodzimym, pospolitym na całym obszarze.

## Morfologia

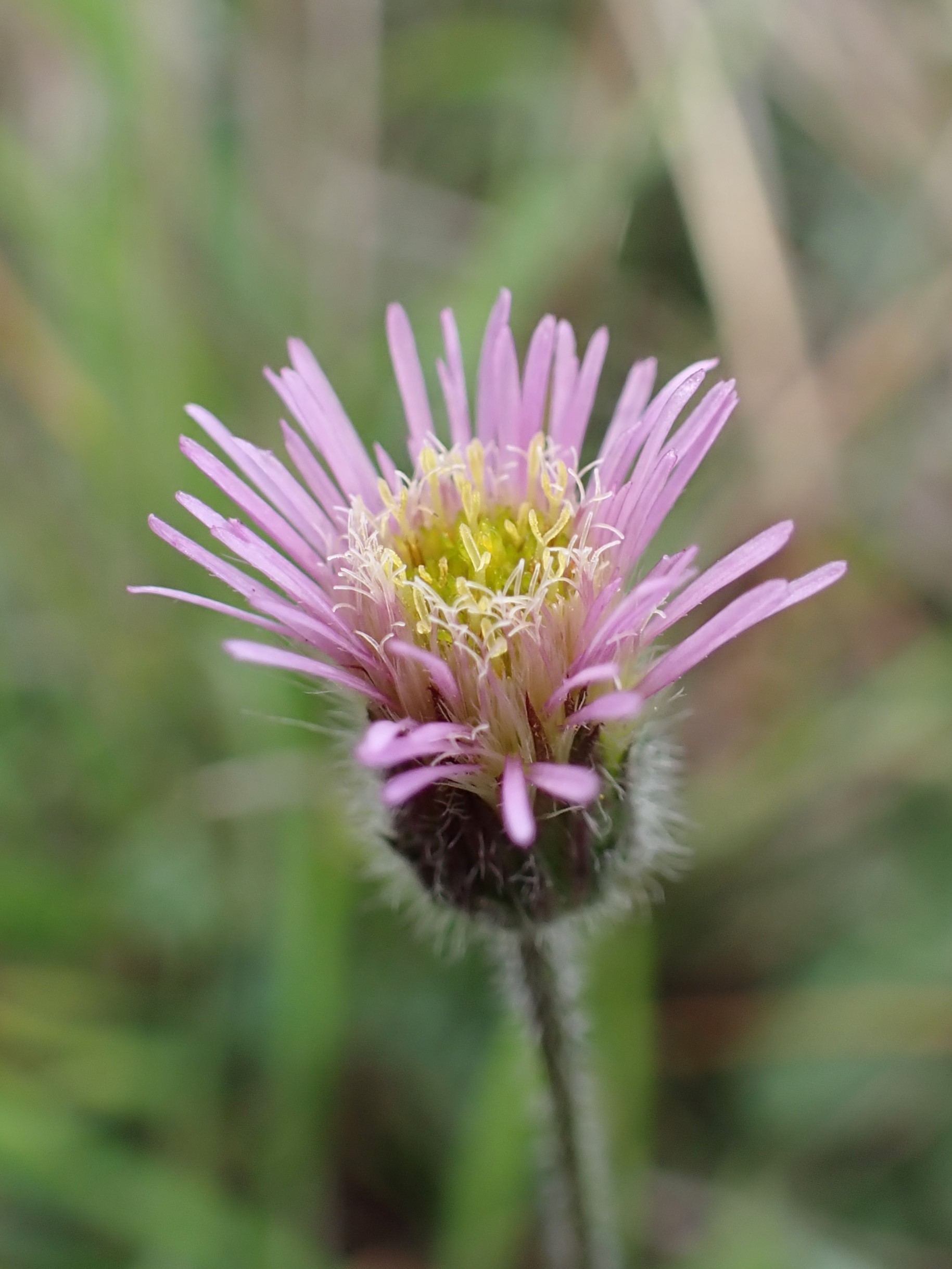
Koszyczek

PokrójRoślina zielna tworząca korzeń palowy lub drewniejące kłącze oraz pojedynczą lub kilka łodyg osiągających od kilku do 70 cm wysokości, rzadko wyższymi (do 100 cm). Łodygi są prosto wzniesione, rzadziej podnoszące się, dość sztywne, krótko i szorstko owłosione, rzadko niemal nagie, często czerwono nabiegłe. Rozgałęziają się tylko w górnej części. Roślina bardzo zmienna morfologicznie.
LiścieSkupione w rozety przyziemne, przy czym w czasie kwitnienia liście odziomkowe czasem są już uschnięte. Liście w dole pędu są wąskie, odwrotnie jajowate do podługowatych, stopniowo zwężone w ogonek krótszy od blaszki, zaostrzone lub tępe, całobrzegie lub z drobnymi i rzadkimi ząbkami. Osiągają od 1,5 do 13 cm długości i 0,3–1,8 cm szerokości. Wyższe liście są mniejsze i zmniejszają się ku górze pędu, są siedzące, najwyższe są równowąskie. Z obu stron liście są szorstko owłosione, przy czym z góry czasem łysieją.
KwiatyZebrane w 5–30 (rzadko więcej) koszyczków tworzących kwiatostan złożony przypominający grono lub podbaldach, gęsty lub luźny. Kwiatostany rozwijają się kolejno od góry ku dołowi. Okrywa jest kubeczkowata o długości zazwyczaj 5–7 mm i średnicy 6–10 mm. Listki okrywy są wąskolancetowate i gęsto owłosione. Na brzegu koszyczka występują kwiaty języczkowe o języczku różowym, rzadziej liliowym lub białym, bardzo wąskim i zwykle nie dłuższym lub niewiele dłuższym od okrywy. Kolejne dwa szeregi kwiatów to kwiaty żeńskie składające się z bardzo wąskiej i bezbarwnej rurki korony o długości ok. 3 mm. Wewnątrz koszyczka znajdują się kwiaty obupłciowe żółtawo-zielonkawe, rzadko z łatkami na końcu korony barwy purpurowej lub ciemnoliliowej. Kwiaty te osiągają ok. 4–5 mm długości.
OwoceNiełupki długości ok. 2 mm z puchem kielichowym ok. trzy razy dłuższym, białawym, czasem z żółtawym, czerwonawym lub rudawym odcieniem. Włoski puchu są cienkie i odlegle ząbkowane.

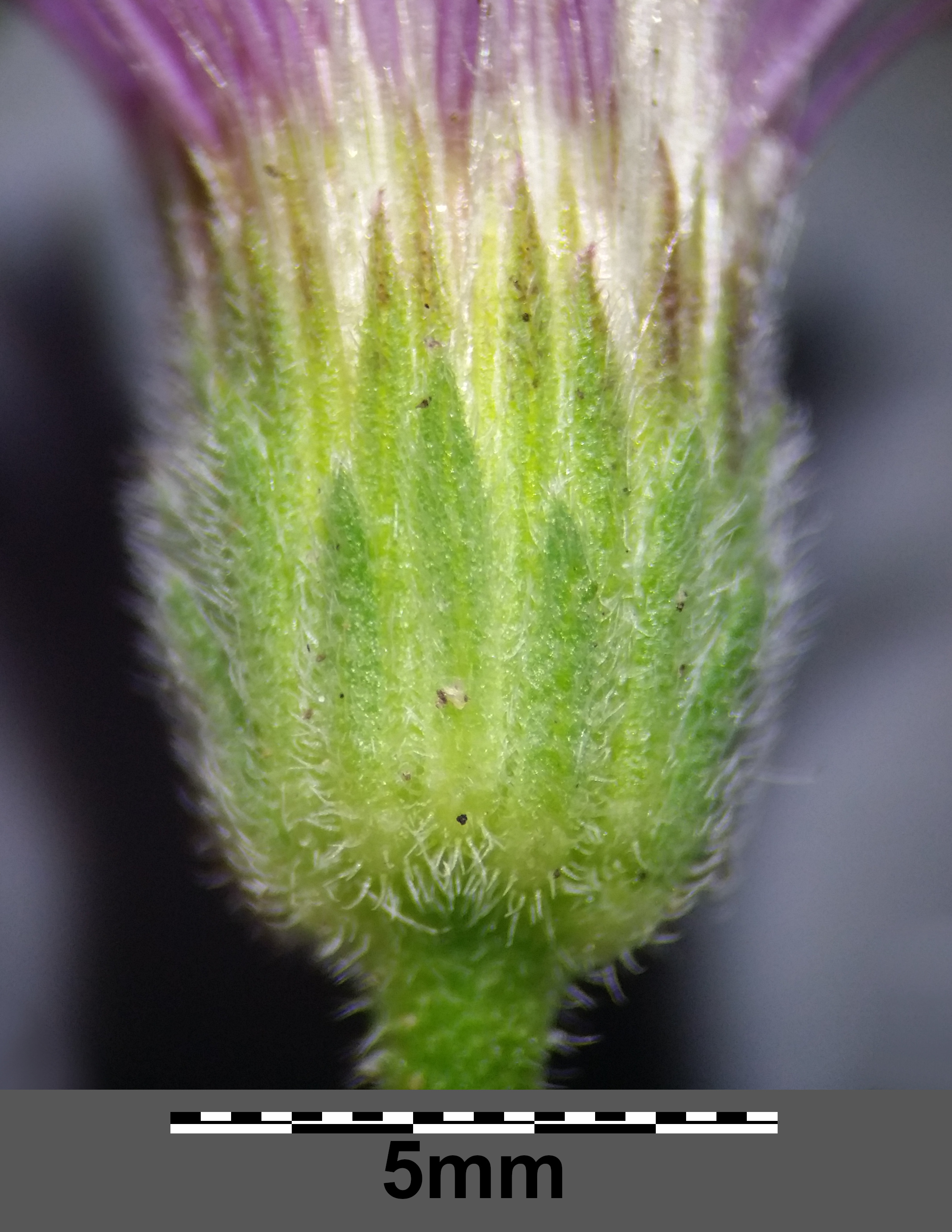
Okrywa koszyczka
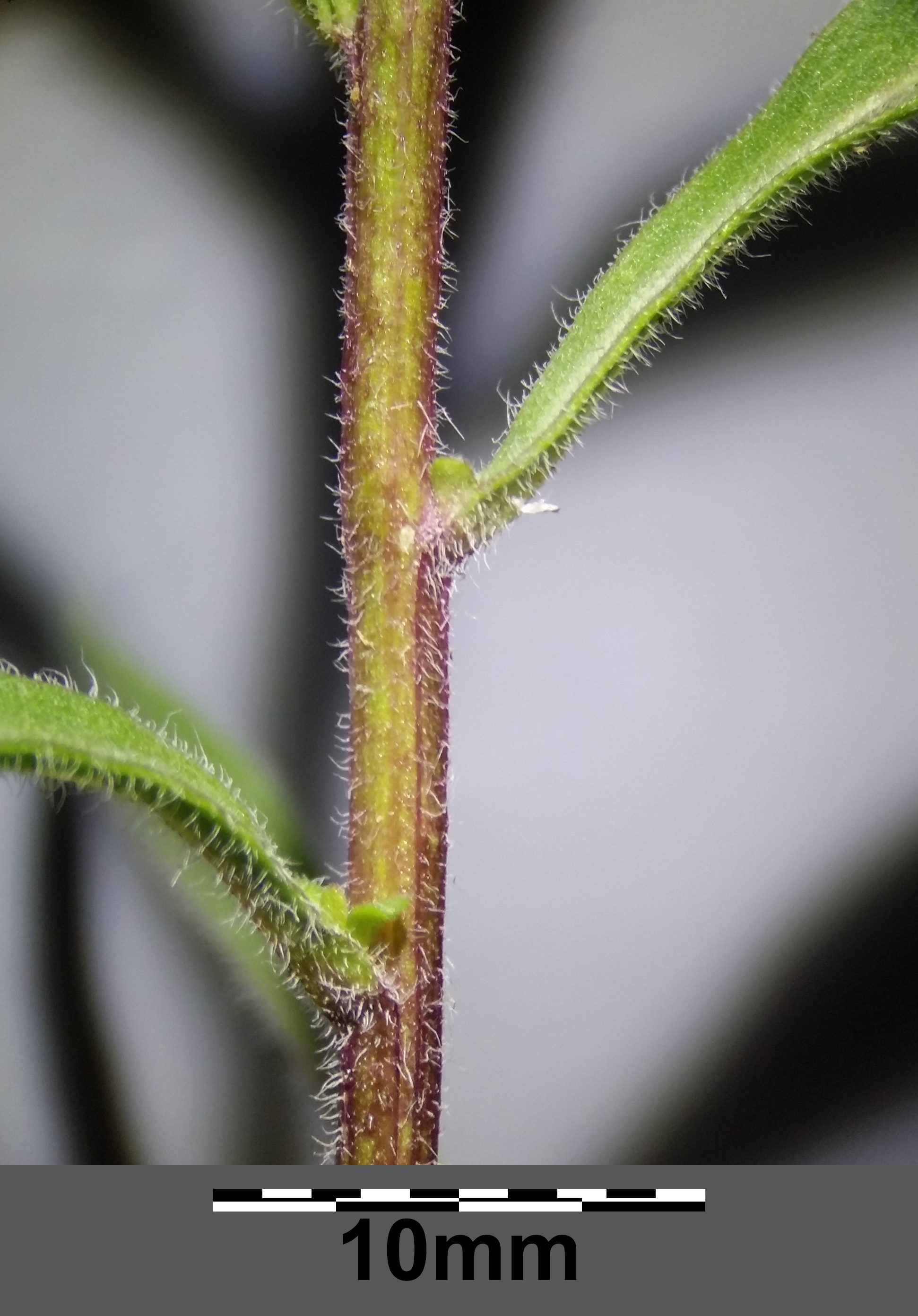
Łodyga
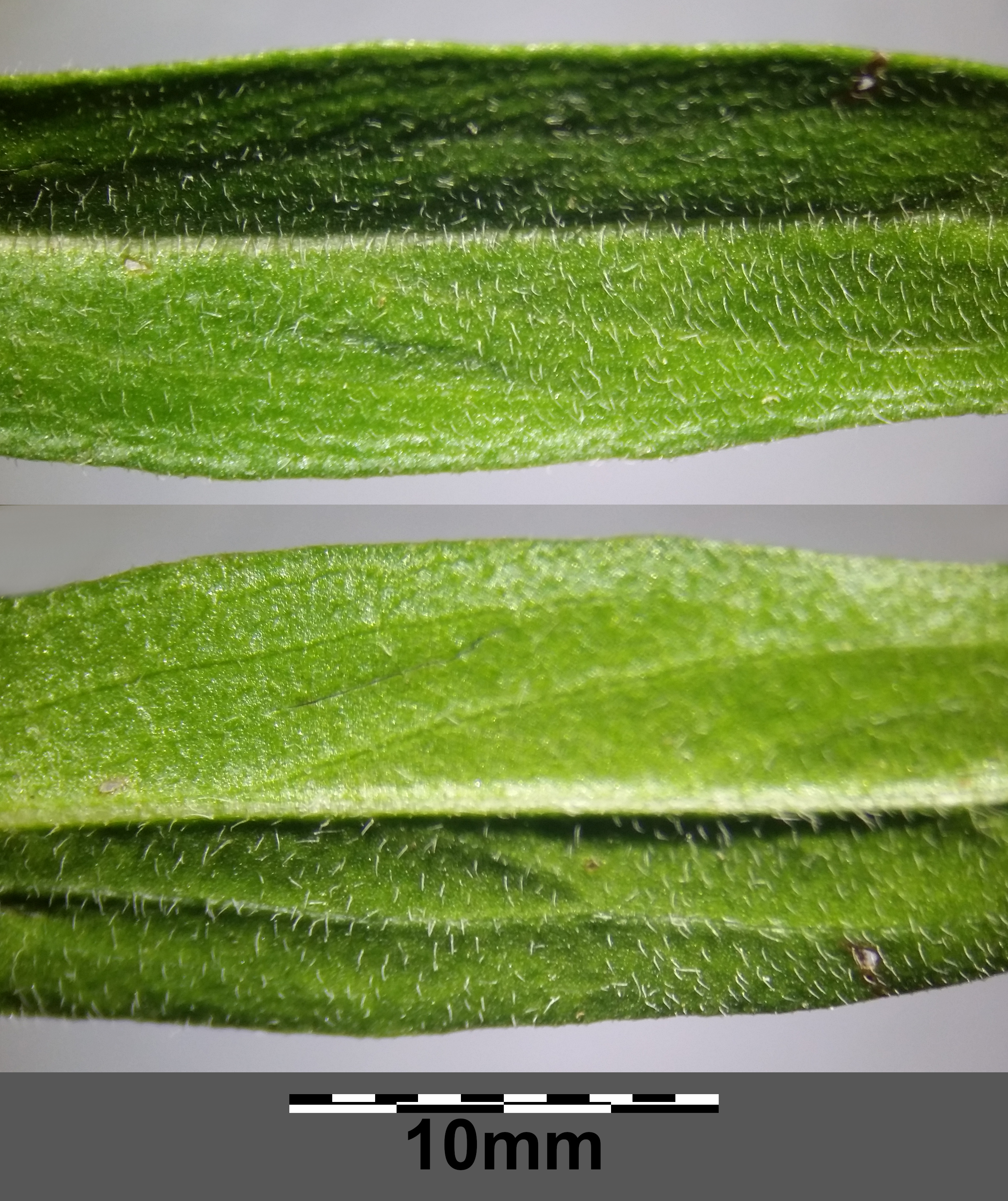
Blaszka liścia

Gatunki podobneInne przymiotna występujące w Europie Środkowej mają kwiaty języczkowe wyraźnie dłuższe od okrywy (np. przymiotno białe E. annuus i alpejskie E. alpinus) lub niemal nie wystającymi poza okrywę (np. przymiotno kanadyjskie E. canadensis i argentyńskie E. bonariensis). Podobnie krótkie kwiaty języczkowe mają rośliny wyróżniające się nagimi lub bardzo słabo i zwykle tylko w dole owłosionymi pędami – E. droebachensis i E. politus.

## Biologia i ekologia

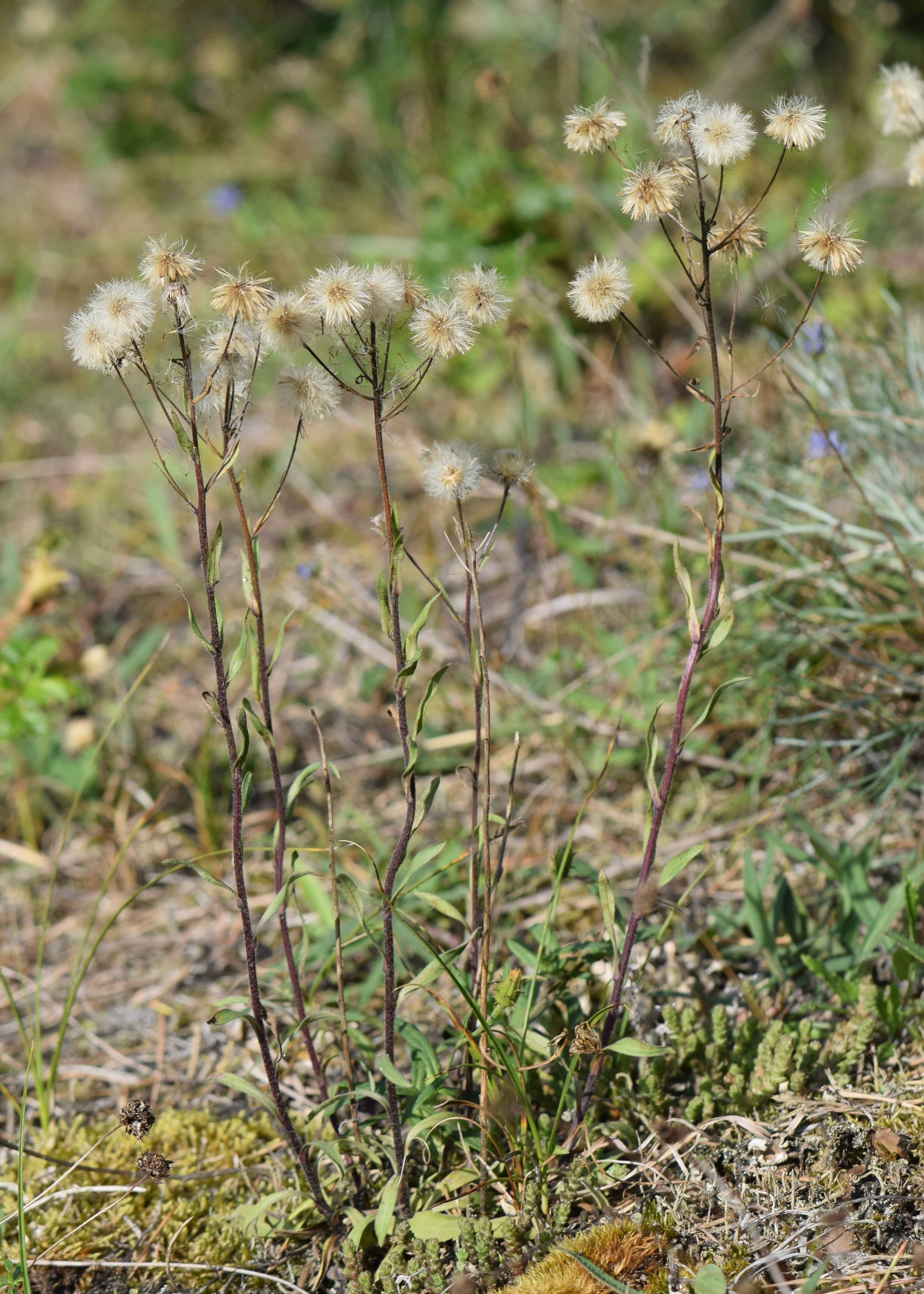
Przymiotno ostre w czasie owocowania

Roślina dwuletnia i wieloletnia, kwitnąca od maja do października.
Rośnie na suchych łąkach i pastwiskach, przydrożach, w żwirowiskach i miejscach kamienistych, w widnych zaroślach i lasach. W polskich górach sięga do 1740 m n.p.m. w Tatrach.

## Zmienność i mieszaniec
W obrębie gatunku wyróżnia się dwie odmiany i 12 podgatunków:
- E. acris subsp. acris
- E. acris subsp. angulosus (Gaudin) Vacc.
- E. acris subsp. arctophilus (Rech.f.) Rech.f.
- E. acris subsp. asadbarensis (Vierh.) Rech.f.
- E. acris subsp. botschantzevii Greuter
- E. acris subsp. kamtschaticus (DC.) H.Harav
- E. acris var. khasianus (Hook.f.) Hajra
- E. acris subsp. lalehzaricus Rech.f.
- E. acris subsp. mesatlanticus (Maire) Maire
- E. acris var. multicaulis (Wall. ex DC.) C.B.Clarke
- E. acris subsp. phaeocephalus ech.f.
- E. acris subsp. podolicus (Besser) Nyman
- E. acris subsp. pycnotrichus (Vierh.) Grierson
- E. acris subsp. staintonii Rech.f.

Wyróżniane w niektórych ujęciach podgatunki subsp. serotinus (Weihe) Greuter, subsp. politus (Fries) H. Lindb. f. i subsp. droebachiensis (O.F.Müll.) Mela wyodrębniane są w bazie taksonomicznej Plants of the World Online w randze gatunków – Erigeron muralis Lapeyr., Erigeron politus Fr. i Erigeron droebachensis O.F.Müll. (do tego drugiego gatunku włączane są rośliny wyodrębniane w niektórych ujęciach jako E. acris subsp. macrophyllus (Herbich) Soó lub nawet E. macrophyllus Herbich).
Przymiotno ostre krzyżuje się z przymiotnem kanadyjskim E. canadensis.

## W kulturze
Dawnym Słowianom jego kwiaty służyły do odczyniania wróżb dotyczących zdrowia i szczęścia poszczególnych domowników.